# برایان مک‌ماهون
برایان مک‌ماهون (انگلیسی: Brian McMahon؛ زادهٔ ۲۴ ژوئیهٔ ۱۹۶۱) قایقران روئینگ اهل کانادا است.
وی در مسابقات کشوری و بین‌المللی در مجموع برندهٔ ۱ مدال طلا شده‌است.